# Berylmys bowersi
Berylmys bowersi — вид пацюків (Rattini), що родом із Південно-Східної Азії.

## Морфологічна характеристика
Довжина голови й тулуба 236–285 мм, довжина хвоста 249–292 мм, при масі до 420 грамів. Довжина задньої лапи становить від 48 до 61 мм і довжина вуха від 32 до 36 мм. Це найбільший вид роду. Хутро на спині тьмяне коричнево-сіре, на животі біле. Хвіст трохи довший за решту тіла, переважно темно-коричневий з білим кінчиком або рівномірно темно-коричневий. Верхня частина передніх і задніх лап також темно-коричнева, але пальці й боки білі.

## Середовище проживання
Цей вид зареєстрований з Китаю (Юньнань і Сичуань до Чжецзяна і Фуцзяня), північно-східної Індії, північної та центральної М'янми, північного та півострова Таїланду, північної частини Лаосу, В'єтнаму, півострова Малайка та Медана на північному заході Суматри, Індонезія. Має діапазон висот 600–1800 метрів. Загалом цей вид присутній у різноманітних місцях проживання, де є відповідний суцільний деревний покрив, від лісу до плантацій. Населяє помірні та субтропічні гірські ліси, зустрічається в норах на оброблених полях, порушених первинних і вторинних лісах, покинутому джхумі (зміщене землеробство), чагарниках, вологих листопадних і вічнозелених ділянках

## Загрози й охорона
Він може бути під загрозою в деяких частинах свого ареалу, де була велика втрата лісів. Імовірно, він присутній у кількох заповідних територіях